# Василије Ојданић
Василије Ојданић (Бар, 22. август 1998) црногорски и српски је музичар, композитор и текстописац. Године 2012. отпочео је професионалну каријеру учествовањем у регионалном музичком такмичењу Ја имам таленат. Наредне године наступио је и у склопу такмичења X Factor Adria.

## Биографија

### Детињство
Василије је и по оцу Србин из Пећи, а мајка му је рођена у Смедереву. Рођен је у Бару, где је и завршио Основну школу „Мексико”. У истом граду завршио је и Музичку школу „Петар II Петровић Његош”.
Василије је полиглота, течно говори енглески, француски, италијански, и шпански, као и матерњи црногорски и сродне језике: српски, бошњачки и хрватски.

## Каријера

### 2012: Ја имам таленат
У 2012. години Ојданић отпочиње професионалну каријеру учествовањем у регионалном такмичењу Ја имам таленат где није показао своје певачке, већ свирачке способности, представивши се као виолончелиста. На овом такмичењу, Василије није освојио битније награде, али одавде отпочиње његова каријера.

### 2013: X Factor Adria и прве песме
Годину након такмичења Ја имам таленат, по први пут имали смо прилику да се упознамо и са вокалним способностима младог музичара током регионалног шоу-програма X Factor Adria.
Исте године били смо у прилици и да чујемо прве ауторске песме, које су биле на енглеском језику и носе називе:
1. I can feel your heartbeat (август 2013)
2. Don't try [to lie to me] (септембар 2013)
3. Venice Beach (септембар, 2013)

као и две песме на нашем језику:
1. Слатка тајна (новембар 2013)
2. Могу све (децембар 2013).[3]

### 2014: Нови синглови
После успеха првих песама у 2013. години, Ојданић је објавио још четири сингла:
1. Она била је ту (јануар 2014)
2. Успомене (фебруар 2014)
3. Нисам ни ја (фебруар 2014)
4. Вјерујем у нас (март 2014)

### 2015: Еуросонг и Швајцарска
Током 2015. године Ојданић је ступио у контакт са продуцентима из Швајцарске који су му дали идеју да пошаље нумеру на њихов национални избор за Песму Евровизије 2016 под именом Die Entscheidungsshow који је те године бележио своје шесто издање. Песма Заувијек је пријављена на конкурс, међутим безуспешно, уз откриће да је музика јако слична са композицијом из 2012. године The Babbling Brook са албума Music and Nature Sounds for Relaxation, Meditation, and Yoga од аутора The Healing Sounds of Nature. Песма није дисквалификована са конкурса, али се није пласирала у следећу фазу такмичења, такозвани Expert Check.

### 2016: Сунчане скале и Евровизијски повратак
У 2016. години песма Жеља се пласирала у најужи круг и требало је да се изведе на традиционалном међународном музичком фестивалу Сунчане скале у Херцег Новом, међутим фестивал је отказан из безбедносних разлога. Наиме, директор фестивала Слободан Бучевац саопштио је да је одлуком председнице општине Херцег Нови, Наташе Аћимовић, прекинута традиција фестивала дуга две деценије, зато што фестивал није уврштен у буџет општине и зато што је место одржавања, Канли кула, у јако лошем стању и не би издржала конструкцију бине.
Исте године, Ојданић је послао и четири композиције јавном сервису РТЦГ поводом конкурса за представника на Еуросонгу 2017. у Кијеву. Након вишенедељних одлагања и неоглашавања резултата, коначни исход је објављен јавности 29. децембра. Црну Гору на наредном Еуросонгу неће представљати Ојданић, већ Славко Калезић са нумером Простор (Space).

## Дискографија
- Василије Ојданић (2015), IDJ Digital
- Василије Ојданић (2016), VASILIJEOJDANIC.ML